# Self-Determination Caucus
El Self-Determination Caucus és un grup transversal de diputats del Parlament Europeu que dona suport al dret a l'autodeterminació.
L'objectiu del Caucus és promoure el diàleg, la democràcia i el dret de les nacions europees a decidir lliurement el seu futur i, sobretot, advocar per la creació d'un Mecanisme Democràtic Europeu de Claredat que respongui a les diferents demandes democràtiques dels pobles de la Unió Europea.
La iniciativa es va presentar durant una conferència de premsa el 20 de gener de 2021 al Parlament Europeu.